# Liste der Monuments historiques in Locmaria-Grand-Champ
Die Liste der Monuments historiques in Locmaria-Grand-Champ führt die Monuments historiques in der französischen Gemeinde Locmaria-Grand-Champ auf.

## Liste der Bauwerke
| Bezeichnung                      | Beschreibung | Standort | Kennzeichnung | Schutzstatus | Datum | Bild           |
| -------------------------------- | ------------ | -------- | ------------- | ------------ | ----- | -------------- |
| Ruinen des Schlosses Coët-Candec |              | (Lage)   | PA00091378    | Inscrit      | 1939  | weitere Bilder |

## Liste der Objekte
- Monuments historiques (Objekte) in Locmaria-Grand-Champ in der Base Palissy des französischen Kultusministeriums